# Phil Fondacaro
Phil Fondacaro (New Orleans, 8 novembre 1958) è un attore statunitense affetto da nanismo. Ha debuttato nel 1981, con il film Sotto l'arcobaleno.

## Filmografia parziale

### Cinema
- Sotto l'arcobaleno (Under the Rainbow), regia di Steve Rash (1981)
- Guerre stellari - Il ritorno dello Jedi (Star Wars Episode VI: Return of the Jedi), regia di Richard Marquand (1983) – Ewok
- Troll, regia di John Carl Buechler (1986)
- Willow, regia di Ron Howard (1988)
- Ghoulies II - Il principe degli scherzi (Ghoulies II), regia di Albert Band (1988)
- Meridian, regia di Charles Band (1990)
- Giocattoli assassini (Demonic Toys), regia di Charles Band (1993)
- Il piacere del sangue (Bordello of Blood), regia di Gilbert Adler (1996)
- La famiglia Addams si riunisce (Addams Family Reunion), regia di Dave Payne (1998) – Cugino Itt
- Sideshow, regia di Fred Olen Ray (2000)
- Polar Express (The Polar Express), regia di Robert Zemeckis (2004)
- La terra dei morti viventi (Land of the Dead), regia di George A. Romero (2005)

### Televisione
- Un salto nel buio (Tales from the Darkside) – serie TV, episodio 4x07 (1987)
- Due magiche gemelle (Double, Double, Toil and Trouble), regia di Stuart Margolin – film TV (1993)
- Un medico tra gli orsi (Northern Exposure) – serie TV, episodi 5x08-5x22 (1993-1994)
- Sabrina, vita da strega (Sabrina, the Teenage Witch) – serie TV, 5 episodi (1997-2000)
- CSI - Scena del crimine (CSI: Crime Scene Investigation) – serie TV, episodio 3x04 (2002)

## Doppiatori italiani
Nelle versioni in italiano delle opere in cui ha recitato, Phil Fondacaro è stato doppiato da:
- Claudio De Davide in Willow
- Roberto Stocchi in Due magiche gemelle
- Pino Ammendola in Il piacere del sangue
- Giorgio Lopez in CSI - Scena del crimine